# 제32회 유럽 영화상
제32회 유럽 영화상은 2019년 12월 7일에 열린 시상식이다.

## 수상 및 후보

### 유러피안 작품상
- 더 페이버릿: 여왕의 여자 - 요르고스 란티모스 수상
- 더 드레퓌스 어페어 - 로만 폴란스키
- 레미제라블 - 래드 리
- 페인 앤 글로리 - 페드로 알모도바르
- 도주하는 아이 - 노라 핑스체이트
- 배신자 - 마르코 벨로치오

### 유러피안 코메디상
- 더 페이버릿: 여왕의 여자 - 요르고스 란티모스 수상
- 디트 & 루이스 - 니클라스 벤딕센
- 포화 속의 텔아비브 - 사메 조아비

### 유러피안 디스커버리상
- 레미제라블 - 래드 리 수상
- 아니아라 - 펠라 카게르만 외 1명
- 애틀란틱스 - 마티 디옵
- 블라인드 스팟 - 튜바 노보트니
- 이리나 - 나데이다 코세바
- 레이와 리즈 - 리차드 빌링햄

### 유러피안 다큐멘터리상
- 사마에게 - 와드 알-카팁 외 1명 수상
- 허니랜드 - 루보미르 스테파노브 외 1명
- 푸틴의 증인들 - 비탈리 만스키
- 나폴리 셀프카메라 - 아고스티노 페렌테
- 엄마의 실종 - 베니아미노 바레스

### 유러피안 애니메이션상
- 부뉴엘 인 더 라비린스 오브 더 터틀스 - 살바도르 시모 수상
- 내 몸이 사라졌다 - 제레미 클라핀
- 환상의 마로나 - 안카 다미안
- 카불의 제비 - 자부 브레트만 외 1명

### 유러피안 단편영화상
- 어 크리스마스 기프트 - 보그단 무레샤누 수상
- 도그스 바킹 엣 버즈 - 레오노어 텔레스
- 리컨스트럭션 - 지리 하블리체크 외 1명
- 더 마블러스 미스어드벤쳐스 오브 더 스톤 레이디 - 가브리엘 아브란테스
- 워터멜론 쥬스 - 아이린 모레이

### 유러피안 감독상
- 더 페이버릿: 여왕의 여자 - 요르고스 란티모스 수상
- 더 드레퓌스 어페어 - 로만 폴란스키
- 페인 앤 글로리 - 페드로 알모도바르
- 타오르는 여인의 초상 - 셀린 시아마
- 배신자 - 마르코 벨로치오

### 유러피안 여우주연상
- 더 페이버릿: 여왕의 여자 - 올리비아 콜맨 수상
- 빈폴 - 빅토리아 미로시니첸코
- 타오르는 여인의 초상 - 노에미 메를랑 외 1명
- 퀸 오브 하츠 - 트린 디어홈
- 도주하는 아이 - 헬레나 젱겔

### 유러피안 남우주연상
- 페인 앤 글로리 - 안토니오 반데라스 수상
- 화이트 화이트 데이 - 잉그바 에거트 시거드슨
- 더 드레퓌스 어페어 - 장 뒤자르댕
- 앤 덴 위 댄스드 - Levan Gelbakhiani
- 동독의 광부 가수 군더만 - 알렉산더 슈어
- 배신자 - 피에르프란체스코 파비노

### 유러피안 각본상
- 타오르는 여인의 초상 - 셀린 시아마 수상
- 더 드레퓌스 어페어 - 로만 폴란스키 외 1명
- 레미제라블 - 래드 리 외 2명
- 페인 앤 글로리 - 페드로 알모도바르
- 배신자 - 마르코 벨로치오 외 3명

### 유러피안 촬영상
- 더 페이버릿: 여왕의 여자 - 로비 라이언 수상

### 유러피안 음악상
- 도주하는 아이 - 존 귀르틀러 수상

### 유러피안 편집상
- 더 페이버릿: 여왕의 여자 - 요고스 마브롭사리디스 수상

### 유러피안 미술감독상
- 페인 앤 글로리 - 안손 고메즈 수상

### 유러피안 사운드디자이너상
- 12년의 밤 - Eduardo Esquide 외 2명 수상

### 유러피안 의상디자이너상
- 더 페이버릿: 여왕의 여자 - 샌디 파웰 수상

### 유러피안 헤어&메이크업상
- 더 페이버릿: 여왕의 여자 - 나디아 스테이시 수상

### 유러피안 시각효과상
- 어바웃 엔들리스니스 - 마틴 지에벨 외 4명 수상

### 유러피안 시리즈상
- Babylon Berlin - 아킴 폰 보리스 외 2명 수상

### 유럽영화아카데미 평생공로상
- 베르너 헤어조크 수상

### 올해의 유러피안 공동제작상
- 앙키카 주릭 틸릭 수상

### 유러피안 월드 시네마상
- 줄리엣 비노쉬 수상

### 관객상
- 콜드 워 - 파벨 포리코브스키 수상
- 도그맨 - 마테오 가로네
- 신비한 동물들과 그린델왈드의 범죄 - 데이빗 예이츠
- 경계선 - 알리 아바시
- 걸 - 루카스 돈트
- 행복한 라짜로 - 알리체 로르와커
- 맘마미아!2 - 올 파커
- 페인 앤 글로리 - 페드로 알모도바르
- 수영장으로 간 남자들 - 질 를르슈
- 브레드위너 - 노라 트메이
- 더 페이버릿: 여왕의 여자 - 요르고스 란티모스
- 미결처리반Q: 순수의 배신 - 크리스토퍼 부

### EFA 장편 영화 셀렉션
- 나는 야만의 역사로 거슬러가도 상관하지 않는다 - 라두 주데
- 세자매 - 예민 엘퍼
- 12년의 밤 - 알바로 브레히너
- 화이트 화이트 데이 - 흘리뉘르 팔메이슨
- 어바웃 엔들리스니스 - 로이 앤더슨
- 올 굿 - 아엔 시와즈
- 더 드레퓌스 어페어 - 로만 폴란스키
- 앤 덴 위 댄스드 - 레반 아킨
- 배드 포엠스 - 가버 레이즈
- 빈폴 - 칸테미르 발라고프
- 신의 은총으로 - 프랑소와 오종
- 사랑의 3부작 : 속박 - 야론 샤니
- CLERGY - 보이첵 스마르좁스키
- 다프네 - 페데리코 본디
- 더티 갓 - 사샤 폴락
- 파이어 윌 컴 - 올리버 라세
- 신은 존재한다, 그녀의 이름은 페트루냐 - 테오나 스트루가르 미테브스카
- 동독의 광부 가수 군더만 - 안드레아스 드레센
- 하이 라이프 - 클레어 드니
- 홈워드 - 나리만 앨리브
- 나는 집에 있었지만… - 앙겔라 샤넬렉
- 머스트 비 헤븐 - 엘리아 술레이만
- 조이 - 수다베 모르테자이
- 점프맨 - 이반 I. 트베르도프스키
- 레미제라블 - 래드 리
- 리틀 조 - 예시카 하우스너
- 미스터 존스 - 아그네츠카 홀란드
- 논-픽션 - 올리비에 아사야스
- 올렉 - 유리스 커시에티스
- 페인 앤 글로리 - 페드로 알모도바르
- 나폴리: 작은 갱들의 도시 - 클라우디오 지오바네시
- 타오르는 여인의 초상 - 셀린 시아마
- 퀸 오브 하츠 - 메이 엘-투키
- 시벨(영어판) - 기욤 지오바네티 외 1명
- 덴마크의 자식들 - 울라 살림
- 미안해요, 리키 - 켄 로치
- 스티치 - 미로슬라브 테직
- 시너님즈 - 나다브 라피드
- 도주하는 아이 - 노라 핑스체이트
- 포화 속의 텔아비브 - 사메 조아비
- 더 페이버릿: 여왕의 여자 - 요르고스 란티모스
- 더 렐름 - 로드리고 소로고옌
- 배신자 - 마르코 벨로치오
- 더 휘슬러스 - 코르넬리우 포룸보이우
- 트윈 플라워 - 라우라 루체티
- 늑대의 아이들 - 아드리안 페넥
- 예스터데이 - 대니 보일
- 영 아메드 - 장 피에르 다르덴 외 1명

### EFA 다큐멘터리 셀렉션
- 애드버킷 - 레이첼 레아 존스 외 1명
- 아쿠아렐라 - 빅토르 코사코프스키
- 델핀과 캐롤 - 칼리스토 맥널티
- 사마를 위하여 - 와드 알-카팁 외 1명
- 시간 속의 공간 - 토마스 하이제
- 허니랜드 - 루보미르 스테파노브 외 1명
- M - 욜랑드 조베르만
- 푸시 - 누가 집값을 올리는가 - 프레드릭 게르튼
- 푸틴의 증인들 - 비탈리 만스키
- 스킴 버즈 - 엘렌 피스크 외 1명
- 나폴리 셀프카메라 - 아고스티노 페렌테
- 엄마의 실종 - 베니아미노 바레스

### 유럽영화아카데미 단편영화-UI
- (풀타임) 잡 - 질스 쿠벨리어
- A Worthy Man - 크리스티안 하스콜드
- 이단아 - 에드 퍼킨스
- 블랙 선 - 아르다 클리테페
- 우아한 시체 - 스테파니 랑사크
- 캐벌케이드 - 요한 루프
- 도그스 바킹 엣 버즈 - 레오노어 텔레스
- Edna - One of Many - Vuk Mitevski
- 에그 - 마티나 스카펠리
- 엑세스 윌 세이브 어스 - 모르가나 드쥐라-페팃
- 프리덤 오브 무브먼트 - 니나 피셔 외 1명
- 하드 온 - 조안나 리텔
- OSLO - 샤디 스로어
- 파티전 거리 - 타나시스 네오포티스토스
- 리컨스트럭션 - 지리 하블리체크 외 1명
- 어 크리스마스 기프트 - 보그단 무레샤누
- 더 마블러스 미스어드벤쳐스 오브 더 스톤 레이디 - 가브리엘 아브란테스
- The Tent - Rebecca Figenschau
- 워터멜론 쥬스 - 아이린 모레이
- 웨이트리프터 - 드미트로 수호리츠키 소브축